# Arbeitsruhegesetz
Das Arbeitsruhegesetz reglementiert die Ruhezeiten (u. a. Wochenendruhe, Wochenruhe, Ersatzruhe und Feiertagsruhe) der Arbeitnehmer in Österreich.